# سارا-لئونی سیزیک
سارا-لئونی سیزیک (فرانسوی: Sarah-Léonie Cysique‎؛ زادهٔ ۶ ژوئیهٔ ۱۹۹۸) جودوکار زناهل فرانسه است.
وی در مسابقات کشوری و بین‌المللی در مجموع برندهٔ ۲ مدال برنز شده‌است.